# HCi Burnie International 2024
L'HCi Burnie International 2024 è stato un torneo di tennis professionistico. È stata la 19ª edizione del torneo, facente parte della categoria Challenger 75 nell'ambito dell'ATP Challenger Tour 2024, con un montepremi di 80 000 $. È stata la 13ª edizione del torneo femminile, facente parte della categoria W50 nell'ambito dell'ITF Women's World Tennis Tour 2024. Si è giocato dal 29 gennaio al 4 febbraio 2024 sui campi in cemento del Burnie Tennis Club di Burnie, in Australia.

## Torneo maschile

### Teste di serie
| Nazionalità | Giocatore          | Ranking* | Testa di serie |
| ----------- | ------------------ | -------- | -------------- |
| Australia   | Rinky Hijikata     | 71       | 1              |
| Australia   | Marc Polmans       | 154      | 2              |
| Australia   | Adam Walton        | 174      | 3              |
| Australia   | Tristan Schoolkate | 249      | 4              |
| Australia   | Dane Sweeny        | 257      | 5              |
| Giappone    | Yasutaka Uchiyama  | 268      | 6              |
| Australia   | James McCabe       | 269      | 7              |
| Australia   | Philip Sekulic     | 274      | 8              |

* Ranking al 15 gennaio 2024.

### Altri partecipanti
I seguenti giocatori hanno ricevuto una wild card per il tabellone principale:
- Moerani Bouzige
- Jacob Bradshaw
- Hayden Jones

I seguenti giocatori sono passati dalle qualificazioni:
- Yuki Mochizuki
- Scott Jones
- Takuya Kumasaka
- Matt Hulme
- Kokoro Isomura
- Shintaro Imai

## Punti e montepremi
| Torneo    | Torneo              | V     | F     | SF    | QF    | 2T    | 1T  | Q | Q2  | Q1  |
| Singolare | Punti               | 75    | 44    | 22    | 12    | 6     | 0   | 4 | 2   | 0   |
| Singolare | Premi in denaro ($) | 9 880 | 5 820 | 3 450 | 2 000 | 1 165 | 720 | – | 360 | 185 |
| Doppio    | Punti               | 75    | 44    | 22    | 12    | –     | 0   | – | –   | –   |
| Doppio    | Premi in denaro ($) | 4 250 | 2 450 | 1 480 | 880   | –     | 500 | – | –   | –   |

## Torneo femminile

### Teste di serie
| Nazionalità | Giocatore             | Ranking* | Testa di serie |
| ----------- | --------------------- | -------- | -------------- |
| Rep. Ceca   | Gabriela Knutson      | 168      | 1              |
| Australia   | Priscilla Hon         | 205      | 2              |
| Australia   | Destanee Aiava        | 208      | 3              |
| Australia   | Jaimee Fourlis        | 214      | 4              |
| Cina        | Ma Yexin              | 220      | 5              |
| Cina        | You Xiaodi            | 225      | 6              |
| Cina        | Wei Sijia             | 233      | 7              |
| Thailandia  | Mananchaya Sawangkaew | 259      | 8              |

- Ranking al 15 gennaio 2024.[2]

### Altre partecipanti
Le seguenti giocatrici hanno ricevuto una wild card per il tabellone principale:
- Maya Joint
- Ivana Popovic

La seguente giocatrice è entrata in tabellone come junior exempt:
- Renáta Jamrichová

La seguente giocatrice è entrata in tabellone usando il ranking protetto:
- Irina Fetecău

Le seguenti giocatrici sono passate dalle qualificazioni:
- Gabriella Da Silva-Fick
- Miho Kuramochi
- Elena Micic
- Yuki Naito
- Alana Parnaby
- Kaitlin Quevedo
- Erika Sema
- Ena Shibahara

## Campioni

### Singolare maschile
Omar Jasika ha sconfitto in finale  Alex Bolt con il punteggio di 6–2, 6(2)–7, 6–3.

### Singolare femminile
Priscilla Hon ha sconfitto in finale  Sara Saito con il punteggio di 6–3, 6–0.

### Doppio maschile
Alex Bolt /  Luke Saville hanno sconfitto in finale  Tristan Schoolkate /  Adam Walton con il punteggio di 5–7, 6–3, [12–10].

### Doppio femminile
Paige Hourigan /  Erin Routliffe hanno sconfitto in finale  Kyōka Okamura/  Ayano Shimizu con il punteggio di 7–6(5), 6–4.